# USS Wainwright (DD-419)
USS Wainwright (DD-419) là một tàu khu trục lớp Sims được Hải quân Hoa Kỳ chế tạo ngay trước Chiến tranh Thế giới thứ hai; nó là chiếc tàu chiến thứ hai của Hải quân Hoa Kỳ được đặt tên theo các thành viên gia đình Wainwright: Trung tá Hải quân Jonathan Wainwright (1821-1863); con ông, Thiếu úy Jonathan Wainwright, Jr., anh họ ông, Trung tá hải quân Richard Wainwright (1817-1862), cũng như Chuẩn đô đốc Richard Wainwright (1849-1926), con của Trung tá Richard Wainwright. Wainwright đã hoạt động hầu hết tại mặt trận Đại Tây Dương trước khi được điều động sang Thái Bình Dương lúc xung đột sắp kết thúc. Nó sau đó được sử dụng trong Chiến dịch Crossroads, cuộc thử nghiệm bom nguyên tử tại đảo san hô Bikini vào năm 1946. Sống sót qua cuộc thử nghiệm nhưng bị nhiễm phóng xạ nặng, nó bị đánh chìm như một mục tiêu ngoài khơi Kwajalein vào ngày 5 tháng 7 năm 1948.

## Thiết kế và chế tạo
Wainwright được đặt lườn tại  Xưởng hải quân Norfolk vào ngày 7 tháng 6 năm 1938. Nó được hạ thủy vào ngày 1 tháng 6 năm 1939; được đỡ đầu bởi bà Henry Meiggs; và nhập biên chế cùng Hải quân Mỹ vào ngày 15 tháng 4 năm 1940 dưới quyền chỉ huy của Hạm trưởng, Thiếu tá Hải quân Thomas L. Lewis.

## Lịch sử hoạt động

### Trước chiến tranh
Sau khi hoàn tất chạy thử máy, Wainwright bắt đầu phục vụ cùng Hạm đội Đại Tây Dương trong việc Tuần tra Trung lập, được Tổng thống Franklin D. Roosevelt thiết lập sau khi Thế Chiến II nổ ra tại Châu Âu vào đầu tháng 9 năm 1939, nhằm giữ cho việc xung đột không lan rộng đến khu vực Tây bán cầu. Ngay trước khi xung đột diễn ra giữa Hoa Kỳ và Nhật Bản tại Thái Bình Dương, Wainwright tiến hành một hoạt động biểu thị sự tăng cường liên kết với phe Đồng Minh. Nó khởi hành từ Halifax, Nova Scotia vào ngày 10 tháng 11 như một đơn vị hộ tống cho Đoàn tàu WS-12X, gồm toàn tàu vận tải của Hoa Kỳ vận chuyển binh lính Anh và các nước Khối thịnh vượng chung đi vòng qua mũi Hảo vọng để đến Basra thuộc khu vực Cận Đông. Đoàn tàu thoạt tiên đi đến Trinidad tại Tây Ấn thuộc Anh, nơi các tàu khu trục tầm ngắn có thể tiếp thêm nhiên liệu, trước khi trải qua chặng đường dài vượt Nam Đại Tây Dương đến Cape Town. Tại đây, các tàu vận tải được bàn giao cho Bộ Hải quân Anh kiểm soát và bảo vệ, trong khi các tàu hộ tống quay mũi trở về nhà.

### Thế Chiến II
Đoàn tàu WS-12X đi đến Cape Town vào ngày 9 tháng 12 năm 1941, hai ngày sau khi Nhật Bản bất ngờ Tấn công Trân Châu Cảng khai mào chiến tranh tại Thái Bình Dương, và hai ngày trước khi Đức Quốc xã và Ý tuyên chiến với Hoa Kỳ. Điều này đã thay đổi toàn bộ tình hình chiến lược, khiến phải thay đổi điểm đến của các tàu vận chuyển binh lính: một số đi đến Suez và sau đó đến Australia, trong khi những chiếc khác tăng viện lực lượng cho “pháo đài” Singapore đang bị đe dọa. Các tàu khu trục hộ tống Hoa Kỳ quay trở về nhà, nhưng lần này như là những đối thủ toàn diện với đối phương.
Sau khi quay trở về vùng bờ Đông, Wainwright tiếp nối các cuộc tuần tra trong một hoàn cảnh phức tạp hơn, khi phải bảo vệ vùng bờ biển Hoa Kỳ cùng với các tuyến đường hàng hải dọc bờ biển khỏi sự đánh phá của hạm đội tàu ngầm Đức. Nhiệm vụ này kéo dài cho đến tháng 3 năm 1942, khi chiếc tàu chiến được lệnh tham gia cùng Hạm đội Nhà trong thành phần một lực lượng Hoa Kỳ, vốn còn bao gồm tàu sân bay Wasp, thiết giáp hạm North Carolina và Washington, tàu tuần dương hạng nặng Tuscaloosa và Wichita cùng bảy tàu khu trục khác. Vào ngày 25 tháng 3, nó rời Casco Bay, Maine cùng Wasp, Washington, Wichita, Tuscaloosa và các tàu khu trục thuộc Đội khu trục 8, với Tư lệnh Đội khu trục 8 trên tàu. Lực lượng đi đến Scapa Flow thuộc quần đảo Orkney về phía Bắc quần đảo Anh vào ngày 3 tháng 4.
Cho đến mùa Thu năm 1942, Wainwright tham gia các hoạt động hộ tống vận tải giữa và phía Bắc nước Nga. Trong giai đoạn này, nó thường xuyên đụng độ với máy bay Không quân Đức và tàu ngầm Hải quân Đức. Cuộc đối đầu nổi tiếng và thành công nhất của nó diễn ra ba tháng sau khi nó thuyên chuyển đến vùng biển Châu Âu, khi chiếc tàu khu trục bảo vệ một Đoàn tàu Vận tải Bắc cực. Vào lúc đó nó nằm trong thành phần lực lượng bảo vệ cho Đoàn tàu vận tải PQ-17 bất hạnh, thực hiện chuyến đi từ Iceland đến Archangel. Lực lượng, được hình thành chung quanh London, Tuscaloosa, Wichita, Norfolk, Wainwright, Rowan và bảy tàu trục Anh, khởi hành từ Seydisfjord, Iceland, vào ngày 1 tháng 7.
Đoàn tàu PQ-17 chịu đựng các cuộc tấn công của Không quân Đức và tàu ngầm trong các ngày 2 và 3 tháng 7, nhưng Wainwright đã không can dự trực tiếp cho đến ngày 4 tháng 7. Đến xế trưa, chiếc tàu khu trục tham gia cùng đoàn tàu để tiếp nhiên liệu tại Aldersdale. Trên đường đi đến điểm hẹn, nó giúp đoàn tàu đẩy lui hai đợt không kích của máy bay ném bom-ngư lôi; trong đợt thứ nhất, hỏa lực tầm xa của nó giữ máy bay đối phương ở khoảng cách khiến các quả ngư lôi ném không chính xác; trong khi đợt thứ hai là một cuộc tấn công rời rạc từng chiếc một, nên chiếc tàu khu trục dễ dàng đánh đuổi những máy bay đơn lẻ. Trong đợt tấn công bằng máy bay ném bom bổ nhào diễn ra sau đó, nó cơ động né tránh các quả bom đối phương được ném ra; quả gần nhất cách xa tối thiểu 150 thước Anh (140 m).
Sau đợt tấn công, một khoảng yên ắng kéo dài hai giờ cho phép Wainwright tiếp tục hoạt động tiếp nhiên liệu trước đó, nhưng đối phương quay trở lại lúc 18 giờ 20 phút. Trông thấy 25 chiếc Heinkel 111 xuất hiện trên đường chân trời, chiếc tàu chiến bẻ lái sang mạn trái để tách khỏi đoàn tàu vận tải. Cùng lúc đó, những chiếc máy bay đối phương cũng tách làm hai đội để tấn công nó từ phía đuôi bên mạn phải và từ phía mũi bên mạn trái. Chiếc tàu khu trục thoạt tiên đối phó với nhóm đối thủ phía đuôi với hỏa lực phòng không ở khoảng cách cực xa khoảng 10.000 thước Anh (9.000 m), và duy trì hỏa lực như vậy cho đến khi có thể gây hại cho đoàn tàu vận tải, rồi chuyển sang đòn tấn công nguy hiểm hơn phía mũi tàu. Hỏa lực phòng không của nó hiệu quả đến mức chỉ một máy bay đối phương xoay xở xâm nhập được hàng phòng thủ của nó để phóng ngư lôi giữa Wainwright và đoàn tàu; những chiếc khác buộc phải thả ngư lôi cách chiếc tàu khu trục từ 1.000 thước Anh (900 m) đến 1.500 thước Anh (1.400 m), nên những quả ngư lôi phải di chuyển một quãng 4.000 thước Anh (4.000 m) trước khi đến được đoàn tàu. Các tàu buôn dễ dàng lẩn tránh các quả ngư lôi tấn công từ phía mũi mạn trái, nhưng những quả phóng từ mạn phải đã đánh trúng William Hooper và Azerbaidjan. Dù sao Wainwright đã phòng thủ thành công, gây hư hại cho ba hoặc bốn máy bay đối phương, và nhìn chung đã gây nản lòng những kẻ tấn công.
Không lâu sau đợt tấn công này, lúc khoảng 19 giờ 00, Wainwright tách khỏi Đoàn tàu PQ-17 để gia nhập trở lại đơn vị đặc nhiệm của nó, rồi hướng đến một địa điểm nhằm đối đầu với một mối đe dọa không có thật, do một báo cáo sai về việc xuất phát một lực lượng tàu nổi đối phương, được xây dựng chung quanh các thiết giáp hạm Tirpitz, Admiral Scheer và tàu tuần dương Admiral Hipper. Bị trơ trọi do sự rút lui của Lực lượng Hỗ trợ, những chiếc tàu buôn của Đoàn tàu PQ-17 được lệnh phân tán, mỗi chiếc tự nỗ lực để đi đến được phía Bắc nước Nga. Máy bay Không quân Đức và tàu ngầm tận dụng cơ hội này để tấn công; và sau hơn ba tuần chơi trò trốn tìm với quân Đức, nhóm cuối cùng những con tàu của PQ-17 đến được Archangel vào ngày 25 tháng 7. Chiến dịch Rosselsprung của Đức tỏ ra là một thành công quá mức mong đợi, với trên hai phần ba số tàu buôn Đồng Minh của PQ-17 bị đánh chìm. Dù sao, sự tháp tùng đoàn tàu trong một chặng ngắn của Wainwright có thể đã giúp giảm bớt con số tổn thất.
Wainwright tiếp tục hộ tống các đoàn tàu vận tải vượt Đại Tây Dương suốt mùa Hè và cho đến mùa Thu 1942. Tuy nhiên, không có hoạt động diễn ra nào căng thẳng như vào ngày 4 tháng 7. Chỉ cho đến khi có các chiến dịch đổ bộ lớn được tổ chức tại Địa Trung Hải vào tháng 11, nó mới lại đụng độ đối phương quyết liệt trên chiến trường.
Để chuẩn bị cho Chiến dịch Torch nhằm đổ bộ lên Maroc, Bắc Phi, được điều về một lực lượng bốn tàu khu trục hộ tống thuộc lực lượng hỗ trợ (Đội đặc nhiệm 34.1) được xây dựng chung quanh thiết giáp hạm Massachusetts cùng các tàu tuần dương Tuscaloosa và Wichita. Tập trung tại Casco Bay, Maine, lực lượng khởi hành vào ngày 24 tháng 10, và sau hai ngày đã gặp gỡ phần còn lại của Lực lượng Đặc nhiệm 34, vốn khởi hành từ Hampton Roads. Lực lượng đặc nhiệm đi đến ngoài khơi bờ biển Morroco vào đêm 7-8 tháng 11, nơi cuộc đổ bộ được dự định diễn ra trước bình minh sáng hôm sau. Lực lượng hỗ trợ có nhiệm vụ kép bảo vệ các tàu vận chuyển đối phó lại các đơn vị tàu nổi hạng nặng Pháp đặt căn cứ tại Dakar, đồng thời ngăn ngừa việc xuất quân của các đơn vị hạng nhẹ đặt căn cứ tại Casablanca.
Đối với Wainwright, trận Hải chiến Casablanca nổ ra ngay trước 07 giờ 00 ngày 8 tháng 11, khi dàn pháo phòng không của nó tham gia cùng các con tàu khác của lực lượng hỗ trợ nổ súng đánh đuổi hai máy bay thuộc phe Vichy Pháp. Trong buổi sáng hôm đó, tàu tuần dương hạng nhẹ Primauguet cùng các tàu khu trục và tàu ngầm đặt căn cứ tại Casablanca đã xuất phát can thiệp vào cuộc đổ bộ đang diễn ra tại Fedhala. Wainwright tham gia cùng Massachusetts, Tuscaloosa, Wichita và ba tàu khu trục khác để ngăn chặn cuộc tấn công này, gây tổn thất nặng cho phía Pháp. Bốn tàu khu trục và tám tàu ngầm phe Vichy bị đánh chìm, trong khi Primauguet và hai soái hạm khu trục bị hư hại nặng. Ngoài việc đối đầu với các tàu chiến Pháp, Wainwright còn thỉnh thoảng tham gia đấu pháo tay đôi với các khẩu đội pháo phòng thủ duyên hải trên bờ. Trong ba ngày tiếp theo, nó tiếp tục ở lại ngoài khơi bờ biển Morroco hỗ trợ cho cuộc đổ bộ. Lục quân xâm nhập Casablanca vào đêm 10 tháng 11, và lực lượng Pháp tại đây đầu hàng vào sáng hôm sau. Đến ngày 12 tháng 11, lực lượng hỗ trợ lên đường quay trở về nhà. Wainwright về đến New York vào ngày 21 tháng 11, bắt đầu hai tuần lễ được sửa chữa.
Sau một giai đoạn huấn luyện ngắn, chiếc tàu khu trục tiếp nối nhiệm vụ hộ tống vận tải vượt Đại Tây Dương; và trong sáu tháng tiếp theo đã bảo vệ các tàu buôn thực hiện hành trình đến các cảng Bắc Phi. Trong một chặng dừng tại Casablanca sau một chuyến đi như vậy, nó đã tiếp đón những giới chức cao cấp Morroco, bao gồm Sidi Mohammed, vị Sultan của Morocco. Trong một chuyến hộ tống vận tải khác, nó giúp bảo vệ Đoàn tàu UGS-6 vốn bị mất năm chiếc trong tổng số 45 tàu buôn do trúng ngư lôi của tàu ngầm U-boat đối phương. Trong giai đoạn này nó cũng xen kẻ với các hoạt động huấn luyện cùng Hạm đội Đại Tây Dương cũng như những đợt sửa chữa ngắn tại các cảng Hoa Kỳ.
Vào tháng 6 năm 1943, Wainwright quay trở lại khu vực Bắc Phi làm nhiệm vụ hộ tống vận tải giữa các cảng dọc theo bờ biển Địa Trung Hải, cho đến khi nó tham gia cuộc đổ bộ lên Sicily vào tháng 7. Cho nhiệm vụ này, nó được phân về Đội đặc nhiệm 80.2, là thành phần hộ tống cho cuộc tấn công. Lực lượng đi đến ngoài khơi bờ biển Sicily trong đêm 9-10 tháng 7, và lực lượng tấn công đổ bộ lên bờ vào sáng hôm sau. Trong quá trình chiến dịch, nó bảo vệ các tàu vận chuyển khỏi các đợt tấn công của máy bay và tàu ngầm đối phương. Đang khi tuần tra ngoài khơi Palermo vào ngày 26 tháng 7, một đội hình máy bay ném bom hạng trung hai động cơ Junkers Ju 88 đã tấn công đội của nó. Hai quả bom ném suýt trúng đã làm ngập nước cả hai phòng động cơ của chiếc tàu khu trục Mayrant, và Wainwright đã tham gia hộ tống kéo nó quay trở về cảng. Sau đó nó tham gia hỗ trợ các chiến dịch đổ bộ "nhảy cóc" bởi lực lượng của Thiếu tướng George S. Patton khi họ tiến quân dọc theo phía Bắc Sicily đến eo biển Messina. Trong khi ở lại vùng biển Sicily, chiếc tàu khu trục cũng hỗ trợ các hoạt động quét mìn và tiến hành càn quét chống tàu bè. Đến giữa tháng 8, nó quay trở về Bắc Phi tại Mers-el-Kébir, Algérie, nơi nó ở lại cho đến đầu tháng 9. Vào ngày 5 tháng 9, nó tiếp nối hoạt động hộ tống vận tải, lần này là giữa Bắc Phi và Sicily, thường xuyên chống trả các cuộc tấn công của Không quân Đức. Lục địa Ý bắt đầu được chinh phục từ đầu tháng 9 và đến cuối tháng 10, chiếc tàu khu trục đã làm nhiệm vụ bắn pháo vào các căn cứ đối phương chung quanh Naples để hỗ trợ cho cuộc tiến quân của Tập đoàn quân 5 đến thành phố này.
Tiếp nối hoạt động hộ tống vận tải không lâu sau đó, lần đụng độ với đối phương tiếp theo của Wainwright diễn ra vào ngày 13 tháng 12. Đang khi tuần tra chống tàu ngầm ở cách 10 dặm (16 km) về phía Bắc Algiers cùng với Niblack, Benson và Calpe, nó bắt được tín hiệu của chiếc U-boat U-593. Thoạt tiên là Wainwright và sau đó là Calpe đã tấn công bằng mìn sâu; những đợt tấn công này đã buộc chiếc tàu ngầm đối phương phải nổi lên mặt nước. Đến phiên các khẩu pháo của Wainwright làm nhiệm vụ của mình, và chỉ sau hai phút, thủy thủ đoàn của chiếc tàu ngầm bắt đầu bỏ tàu. Một đội đổ bộ của chiếc tàu khu trục được cho đổ sang tàu đối phương; họ cứu được những người sống sót nhưng không thể cứu chiếc U-boat. Sau khi quay trở về Algiers bàn giao những tù binh chiến tranh cho giới chức thẩm quyền Anh, nó tiếp nối các hoạt động tuần tra tại vùng biển Bắc Phi.
Sang đầu năm 1944, Wainwright hỗ trợ cho binh lính thuộc lực lượng đang cố thoát ra khỏi các bãi đổ bộ tại Anzio và Nettuno thuộc lục địa Ý; những nhiệm vụ này kéo dài cho đến đầu tháng 2, khi nó được lệnh quay trở về Hoa Kỳ. Nó tháp tùng Ariel (AF-22) và Niblack trong hành trình quay trở về nhà, đi ngang qua Ponta Delgada thuộc quần đảo Azores, và về đến New York vào ngày 12 tháng 2. Nó đi vào Xưởng hải quân New York cho một đợt đại tu kéo dài ba tuần; và khi công việc hoàn tất vào ngày 6 tháng 3, nó bắt đầu hoạt động hộ tống và huấn luyện dọc theo vùng bờ Đông trong một giai đoạn kéo dài mười ba tháng.
Hoạt động thường lệ này kết thúc vào ngày 27 tháng 4 năm 1945, khi Wainwright băng qua kênh đào Panama để đi sang khu vực Thái Bình Dương. Sau một chặng dừng tại San Diego, California và các hoạt động thực hành ngoài khơi Trân Châu Cảng, chiếc tàu chiến lên đường đi sang khu vực Tây Thái Bình Dương, đi đến Ulithi vào ngày 13 tháng 6. Trong hai tháng tiếp theo, nó đi lại giữa các đảo thuộc khu vực này, viếng thăm Iwo Jima, Okinawa, Saipan, Guam và Eniwetok. Vào ngày 12 tháng 8, nó khởi hành từ Eniwetok cùng Lực lượng Đặc nhiệm 49 để hướng đến quần đảo Aleut; nhưng đang khi trên đường đi, nó nhận được tin tức về việc Nhật Bản đầu hàng. Bốn ngày sau, nó đi đến Adak, Alaska và tiếp tục ở lại đây cho đến ngày 31 tháng 8, khi nó lên đường cùng Lực lượng Đặc nhiệm 92 để đi sang đảo Honshū, Nhật Bản. Đi đến Ominato Ko vào ngày 12 tháng 9, chiếc tàu chiến bắt đầu một lượt hoạt động kéo dài sáu tuần hỗ trợ cho các lực lượng chiếm đóng. Nhiệm vụ này kết thúc vào ngày 30 tháng 10, khi chiếc tàu khu trục lên đường quay trở về Hoa Kỳ.

### Sau chiến tranh
Sau một chặng dừng tại đảo san hô Midway và Trân Châu Cảng, Wainwright về đến San Diego vào ngày 16 tháng 12. Nó ở lại San Diego trong tình trạng không hoạt động cho đến mùa Xuân năm 1946, khi nó được chỉ định như một tàu mục tiêu cho cuộc thử nghiệm bom nguyên tử sẽ được tiến hành tại đảo san hô Bikini vào mùa Hè năm đó. Nó sống sót qua cả hai vụ nổ thử nghiệm trên không và dưới nước của Chiến dịch Crossroads vào tháng 7. Đến ngày 29 tháng 8 năm 1946, Wainwright được cho xuất biên chế, và tiếp tục ở lại khu vực Bikini trong gần hai năm, được các nhà khoa học khảo sát định kỳ về ảnh hưởng của cuộc thử nghiệm. Cuối cùng, nó được kéo ra khơi vào tháng 7 năm 1948 và đánh chìm như một mục tiêu vào ngày 5 tháng 7. Tên nó được cho rút khỏi danh sách Đăng bạ Hải quân vào ngày 13 tháng 7 năm 1948.

## Phần thưởng
Wainwright được tặng thưởng bảy Ngôi sao Chiến trận do thành tích phục vụ trong Thế Chiến II.